# Силата на любовта (теленовела)
Силата на любовта (на испански: La fuerza del amor) е мексиканска теленовела, създадена от Рафаел Оливера, режисирана от Хосе Акоста Навас и продуцирана от Гонсало Мартинес Ортега за Телевиса през 1990 г. Либретото за тази теленовела възниква от известния конкурс, който Телевиса провежда през 80-те години, в който се търсят нови сценаристи на теленовели.
В главните роли са Алфредо Адаме и Габриела Асел, а в отрицателните – първият актьор Ернесто Гомес Крус, Едуардо Паломо, Ари Телч, Клаудия Ортега и Карен Сентиес.

## Сюжет
Фелипе, Маркос и Карлос са трима млади и ентусиазирани студенти по медицина, които пристигат в Пачука, за да стажуват. Но при пристигането си, те са категорично отхвърлени, тъй като жителите сляпо се доверяват на дон Торино, местния лечител, който всъщност се възползва от доверието на хората, за да ги манипулира на воля.
Въпреки студения прием, младите хора не трепват и се установяват в Пачука, готови да спечелят доверието на хората. Младежите изготвят план: Карлос се прави на инвалид, за да отиде първо на консултацията при дон Торино, който по очевидни причини няма да може да го излекува; тогава Карлос отива при спътниците си, които се преструват, че ще го излекуват и по този начин ще могат да спечелят признателността и уважението на хората.
Планът има голям успех: хората започват да ходят на консултации при „врачките“, както наричат тримата млади мъже, и оставят дон Торино настрана. Последният, унижен и бесен, че е загубил доверието на хората, се опитва да изгони съперниците си с всички възможни средства. Особено когато открива, че Фабиола, красиво момиче, от което е обсебен, се е влюбила във Фелипе.

## Актьори
- Алфредо Адаме – Фелипе
- Габриела Асел – Фабиола
- Ернесто Гомес Крус – Дон Торино
- Едуардо Паломо – Хилберто
- Клаудия Ортега – Кристина
- Карен Сентиес – Мария Инес
- Ари Телч – Маркос
- Одисео Бичир – Карлос
- Хуан Игнасио Аранда – Родолфо
- Долорес Беристайн – Евелин
- Оскар Бонфилио – Ектор
- Хосефина Ечанове – Ана Берта
- Катя дел Рио – Шейла
- Росио Собрадо – Лус Мария
- Сесилия Тихерина – Айде
- Артуро Гарсия Тенорио – Рамон
- Марипас Гарсия – Марица
- Гилермо Хил – Дон Грегорио
- Мигел Гомес Чека – Висенте
- Аарон Ернан – Ромуло
- Хайме Лосано – Дионисо
- Хорхе Русек – Густаво
- Луиса Уертас – Мерседес
- Едит Клейман – Делфина
- Салвадор Санчес – Отец Виктория
- Рафаел Монталво – Томас
- Оскар Морели – Дамян
- Марта Наваро – Гертрудис
- Еванхелина Мартинес – Хуана
- Тоньо Инфанте
- Оскар Кастаниеда
- Уриел Чавес
- Карина Дупрес
- Бренда Оливер
- Евелин Соларес
- Мерседес Паскуал – Долорес
- Родриго Пуебла – Тачо
- Бруно Рей – Сабас
- Рубен Рохо – Марк
- Лисета Ромо – Анхела
- Тереса Рабаго – Хосефина
- Алфредо Севиля – Дон Елиодоро
- Лилия Сикстос – Роса
- Силвия Суарес – Луиса
- Еванхелина Соса – Ченча
- Бланка Санчес – Ирене
- Хорхе Урсуа – Силвестре
- Бланка Торес – Ерлинда
- Мигел Суарес – Анселмо
- Мишел Тесан – Майнес
- Енрике Идалго – Д-р Ортега

## Премиера
Премиерата на Силата на любовта е на 4 юни 1990 г. по El Canal de las Estrellas. Последният 150. епизод е излъчен на 4 януари 1991 г.

## Награди и номинации
Награди TVyNovelas (1991)
| Категория                           | Номинация          | Резултат  |
| ----------------------------------- | ------------------ | --------- |
| Най-добър актьор в главна роля      | Алфредо Адаме      | Номиниран |
| Най-добър актьор в отрицателна роля | Ернесто Гомес Крус | Номиниран |